# Western Digital
Western Digital Corporation eller bara Western Digital, WDC eller WD är ett amerikanskt företag som tillverkar komponenter till persondatorer.
Företaget grundades 1970 och är numera mest känt för att tillverka hårddiskar till persondatorer. De har även tillverkat kontrollerkort för till exempel hårddiskar samt mikroprocessorer, diskettenheter och bandspelare för datorbruk.

## Hårddiskar

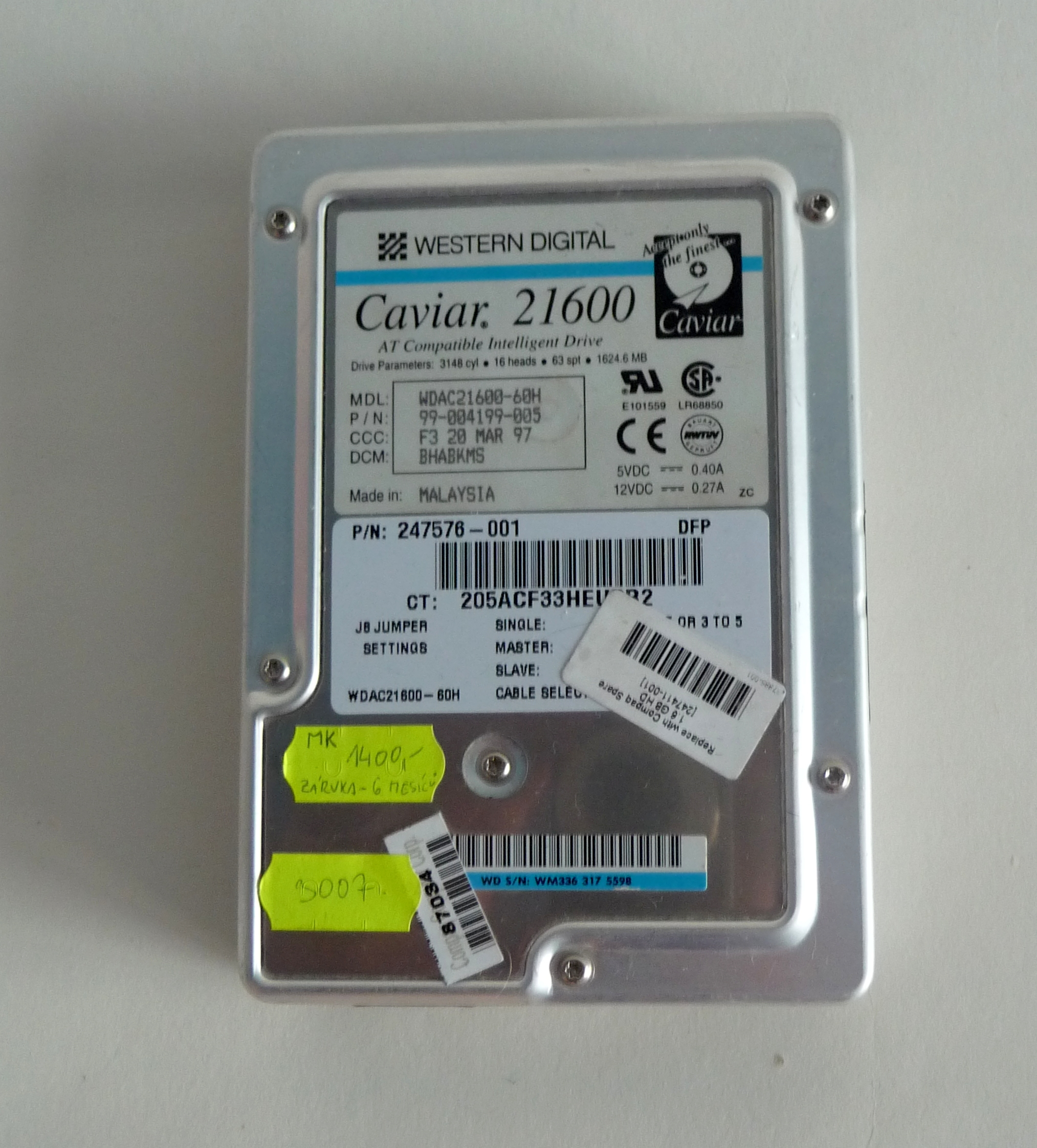
Caviar 21600, hårddisk på 1,6 GB.

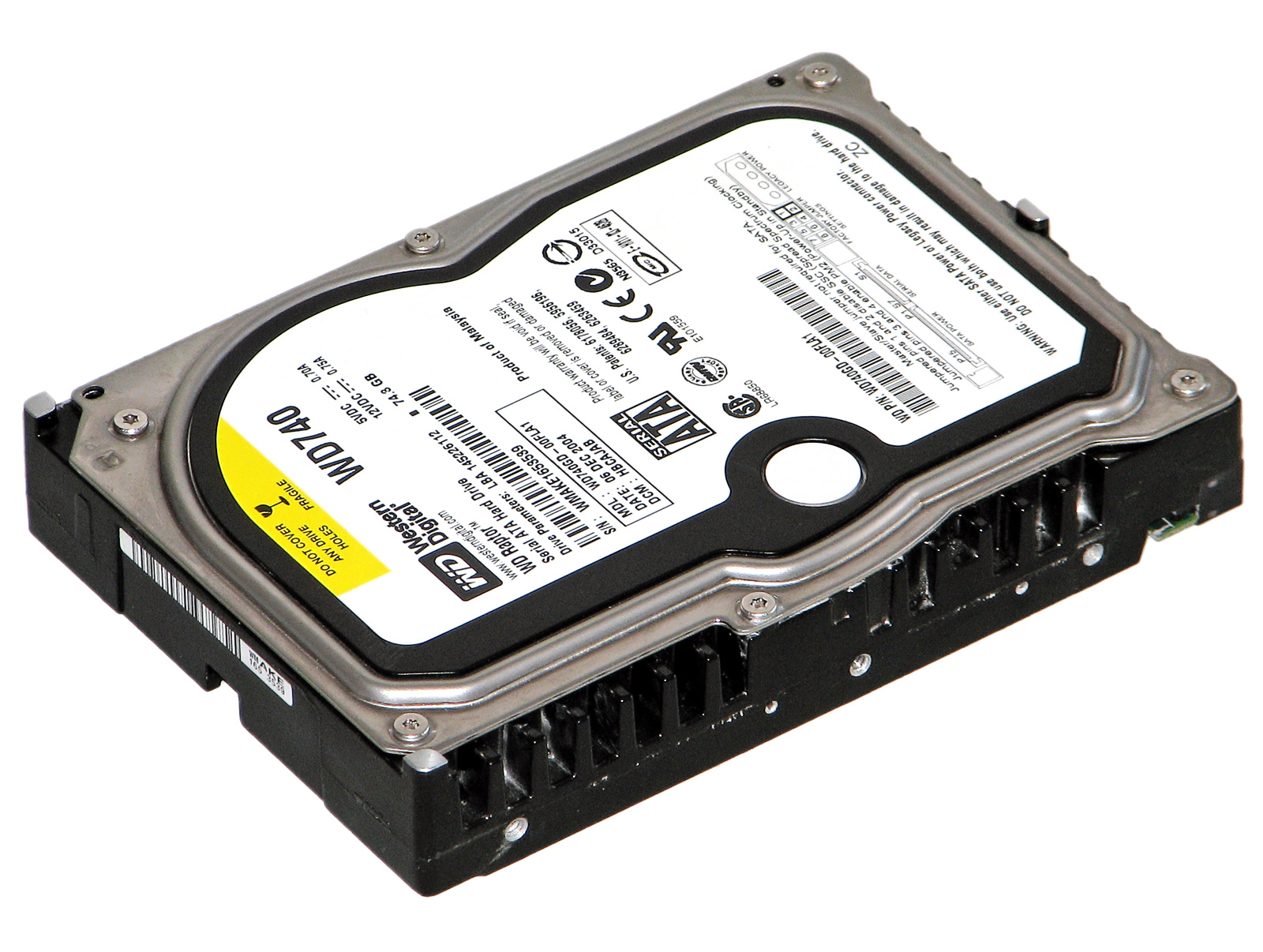
WD Raptor, 10 000 rpm-hårddisk på 75 GB.

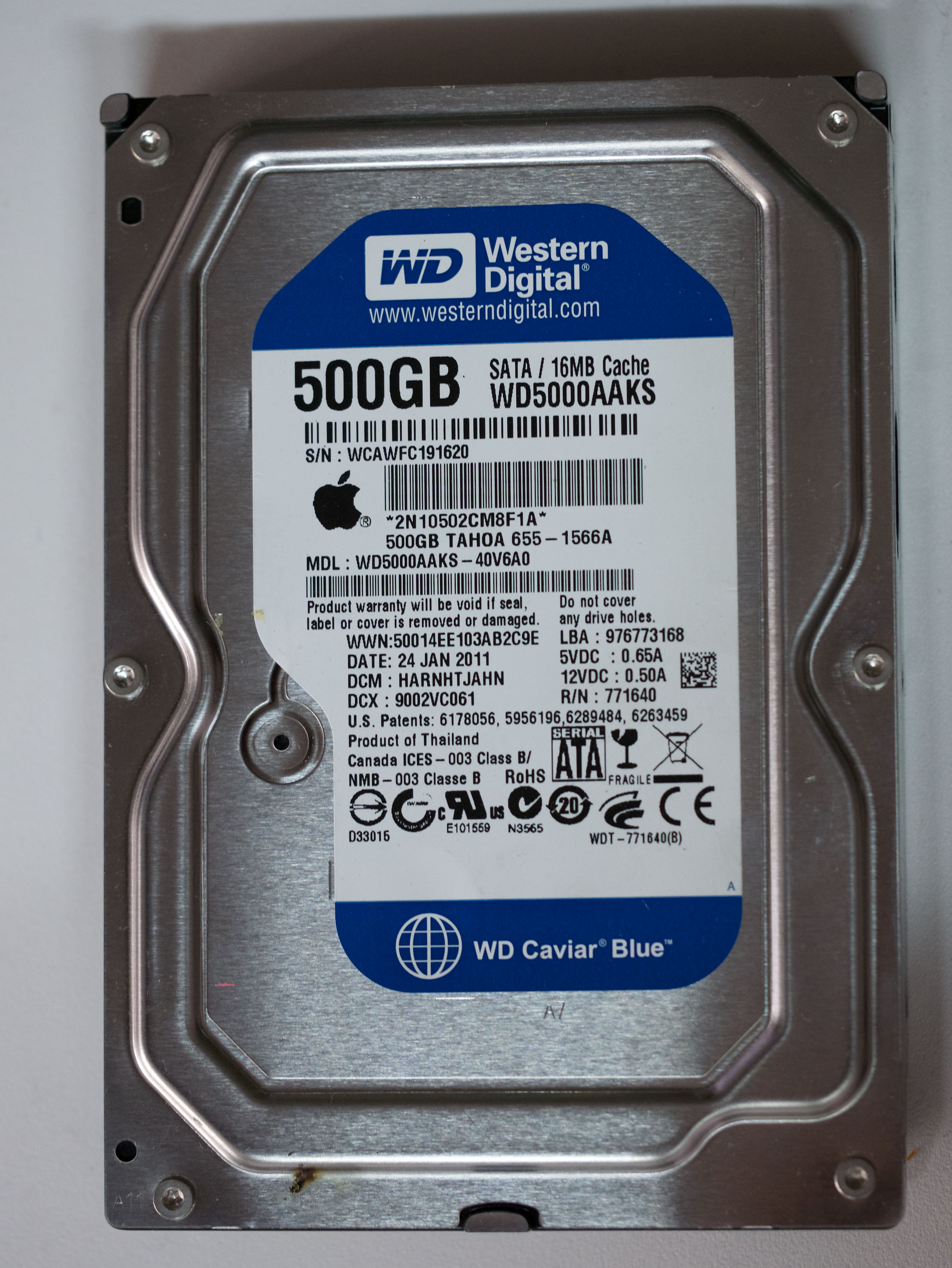
Caviar Blue, hårddisk på 500 GB.

Från tidigt 1990-tal salufördes hårddiskar med namnet Western Digital Caviar för vanliga persondatorer. De första hårddiskarna med tilläggsnamnet Caviar kallades Caviar 140 och Caviar 280. Dessa kom 1990 och var på 40 respektive 80 megabyte samt med en respektive två skivor. Detta återspeglas i modellbeteckningen där '1' och '2' står för antalet skivor samt '40' och '80' för antalet megabyte. Liknande beteckningar fortsatte att användas under 1990-talet men upphörde i slutet av decenniet. De allra sista hårddiskarna att ha beteckningen Caviar kombinerat med ett nummer med antalet skivor och lagringsutrymme i modellbeteckningen hette Caviar 14300 (en skiva, två läsarmar och 4,3 gigabyte lagringsutrymme), Caviar 26400 (två skivor, tre läsarmar och 6,4 GB lagringsutrymme), Caviar 28400 (två skivor, fyra läsarmar och 8,4 GB lagringsutrymme) samt Caviar 310100 (tre skivor, sex läsarmar och 10,2 GB lagringsutrymme). Dessa kom hösten 1998.
Sedan slutet av 1990-talet och en kort period av det tidiga 2000-talet fick en hårddisk efter tillverkning endast en etikett med namnet WD Caviar och sedan en siffra motsvarande lagringskapacitet, t.ex. WD84AA med 8,4 GB och WD102AA med 10,2 GB lagringsutrymme och 5400 rpm skivhastighet eller WD136BA med 13,6 GB lagringsutrymme och 7200 rpm skivhastighet. Senare under år 2000 tillverkades och salufördes hårddiskar med storleken 10 (WD100), 20 (WD200), 30 (WD300) och 40 GB (WD400).
I mitten av år 2001 släpptes hårddiskar med 60 och 80 GB, men många hade då inte råd med dessa. Den 7 augusti 2001 släpptes 100 GB-hårddisken (WD1000) till ett pris av 299 dollar (motsvarande cirka 2000 kronor). I september 2001 spårades att 120 GB hårddiskar tillverkats av Western Digital, och 120 GB-diskar släpptes den 29 november 2001.
In på året 2002 lanserades hårddiskar på 80 och 120 GB samtidigt som tekniken började sjunka i pris.
Utvecklingen fortsatte för större storlekar på 160 (WD1600), 200 (WD2000), 250 (WD2500) och 320 GB (WD3200). Storleken på 320 GB var den sista IDE-hårddisken. Storlekar på mer än 320 GB var S-ATA-hårddiskar.
2003 introducerades serien Western Digital Raptor vilka har en rotationshastighet på 10 000 rpm, och som främst riktades till entusiaster. År 2008 bytte serien namn till VelociRaptor och den senaste modellen, som släpptes 2012, var på 1 terabyte.
Varumärket Caviar för vanliga 3,5"-hårddiskar fortsatte att användas under hela 2000-talets första decennium och några år framåt. I slutet hos produkter som Caviar Green och Caviar Blue. Därefter försvann tilläggsnamnet Caviar varpå hårddiskarna och även SSD-minnena endast fick heta Green, Blue, Black osv. Hårddiskar på 2,5" avsedda för bärbara datorer hette Scorpio.
Western Digital köpte 2012 Hitachi Global Storage Technologies och blev därigenom jämte Seagate en av de två största hårddisktillverkarna i världen. 
I november 2012 presenterade Western Digital sin första interna hårddisk på 4 TB.
2020 tillverkades hårddiskar på upp till 14 TB.